# The Vanguard (Gambia)
The Vanguard war eine gambische Tageszeitung, die von 1958 bis 1960 erschien.

## Geschichte
Im März 1958 gründeten Kebba W. Foon, Melvin B. Jones, J. W. Bidwell-Bright und andere Mitglieder der Gambia National Party die Zeitung. Dies fiel in eine Zeit, in der die Presse zensiert und kritischer Journalismus behindert wurde. Der Vanguard fiel durch besonders starke antikoloniale Texte und nationalistische Themen auf. Besitzer und Herausgeber war zunächst Bidwell-Bright.
1960 war Marion Foon, Ehefrau Kebba Foons, acht Monate lang Chefredakteurin, nachdem sie bereits vorher für die Zeitung gearbeitet hatte. Sie war die erste Frau, die in Gambia eine Zeitung leitete und herausgab. Nach eigenen Angaben übernahm Foon mit ihrem Ehemann die Zeitung vom Mitgründer J. W. Bidwell-Bright, ohne dafür etwas bezahlen zu müssen. Er sei froh gewesen, die Zeitung loszuwerden.
Im Dezember des Jahres wurde die Zeitung wegen technischer Probleme oder Geldmangel eingestellt. Dixon Colley vertrat ab 1963 mit seiner Zeitung Africa Nyaato die radikalen Positionen weiter.